# Vitis arizonica
Vitis arizonica là một loài nho hoang Bắc Mỹ. Đây là loài cây dây leo rụng lá. Loài nho này có các tên thông dụng là nho Arizona, nho hẻm núi, và uva del monte.

## Phân bố
Loài này được tìm thấy ở California (quận Inyo), Arizona, Nevada, New Mexico, tây Texas, nam Utah, Sonora, Chihuahua, Coahuila, Durango, và Tamaulipas. Tại Arizona, Vitis arizonica được tìm thấy ở tất cả các quận, ngoại trừ La Paz.

## Hình ảnh

Vitis arizonica
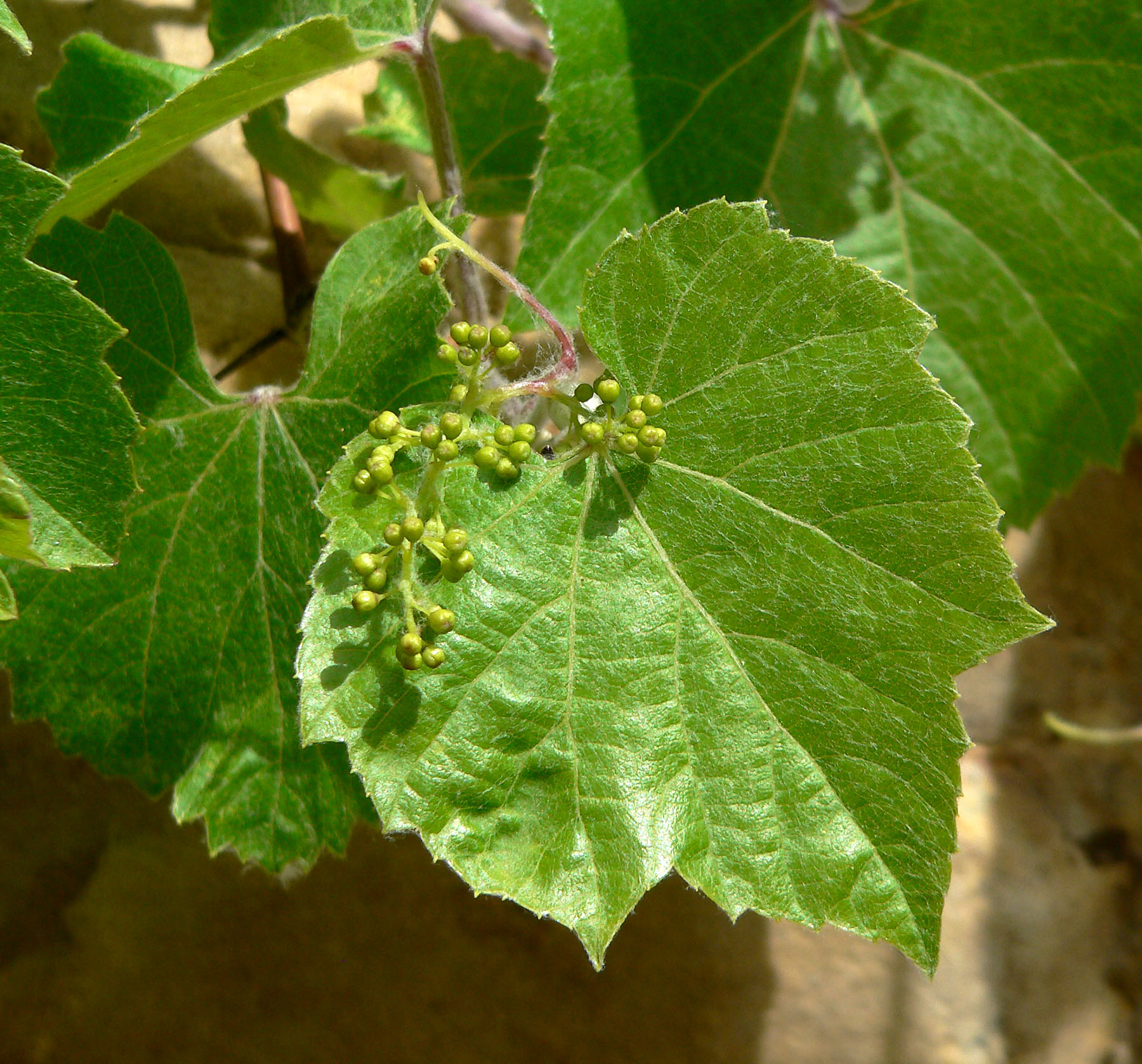
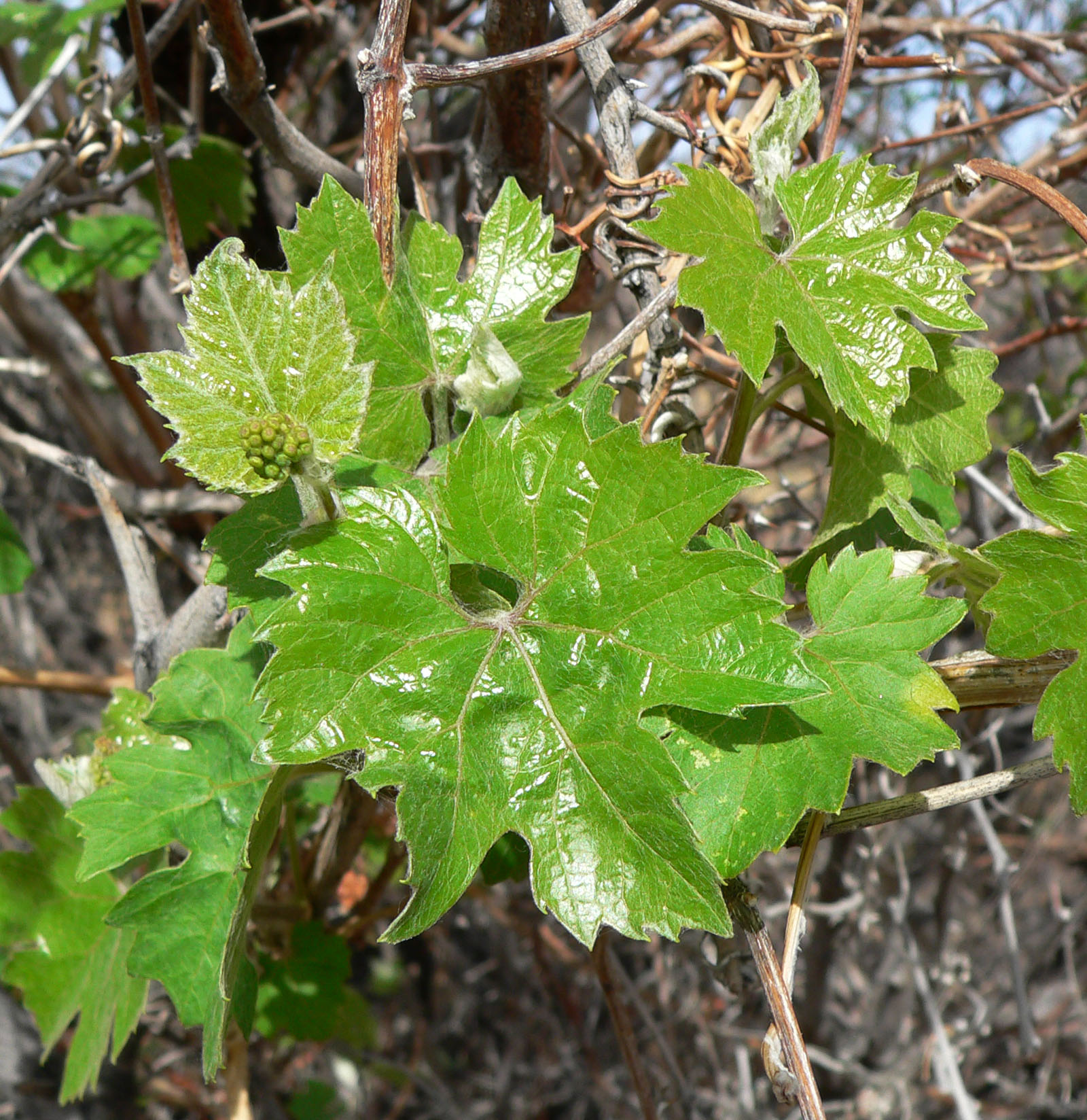
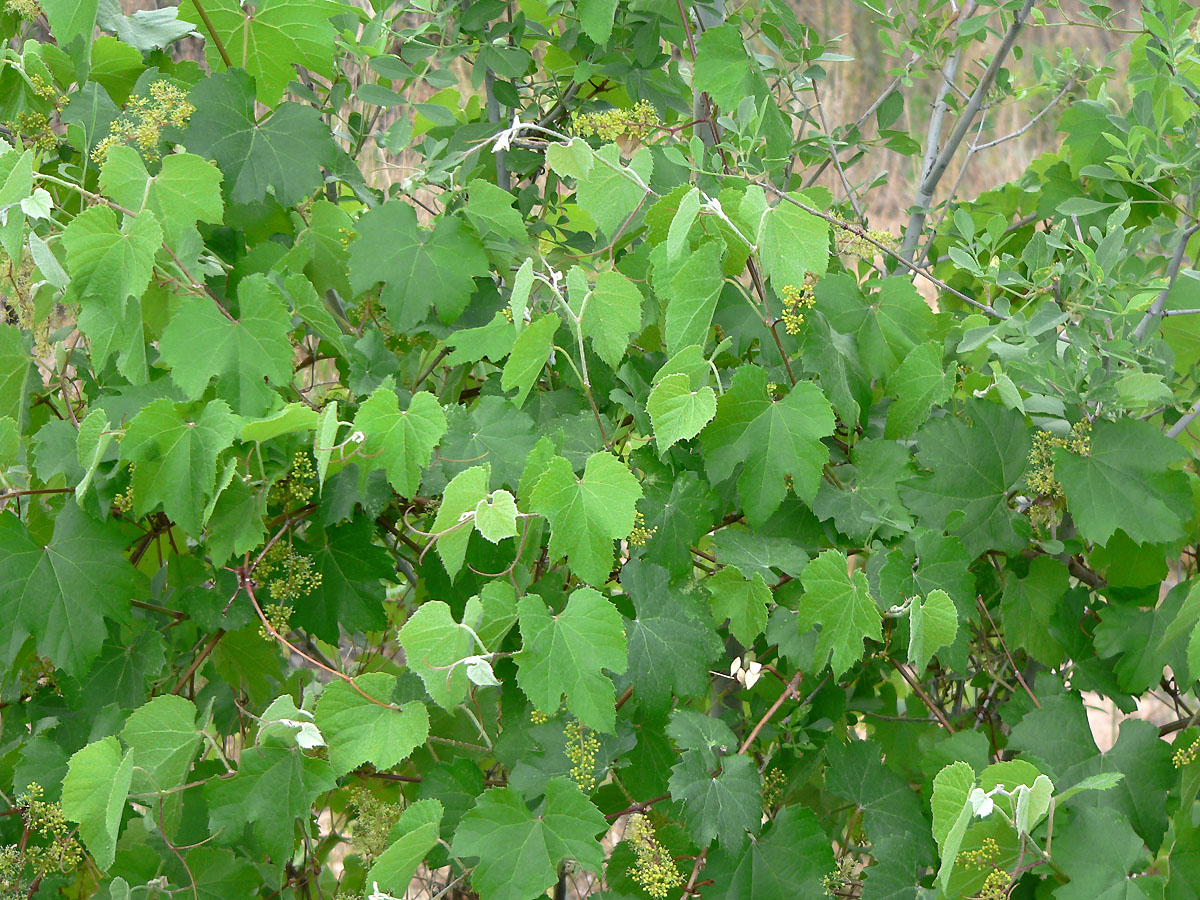
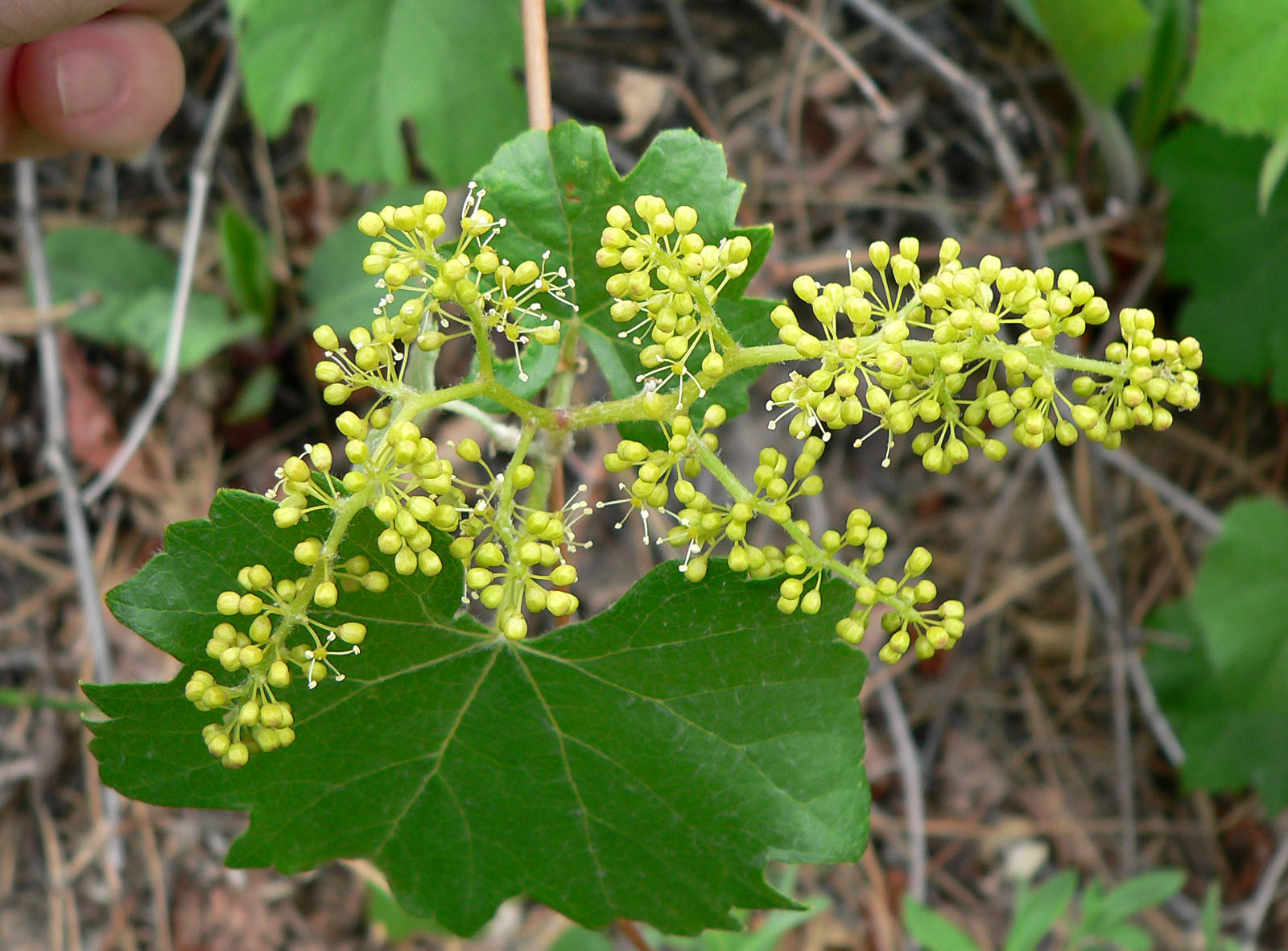
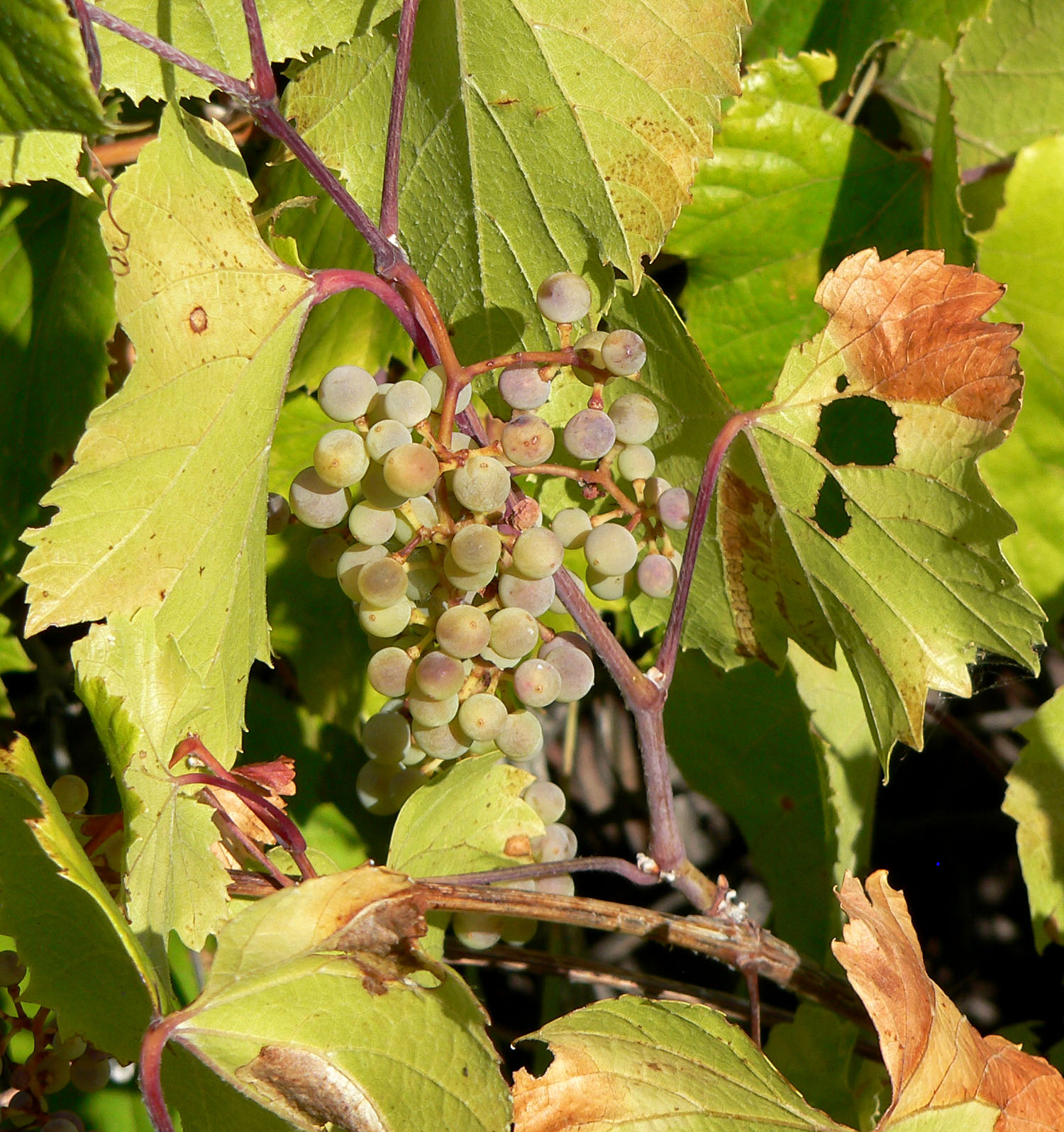
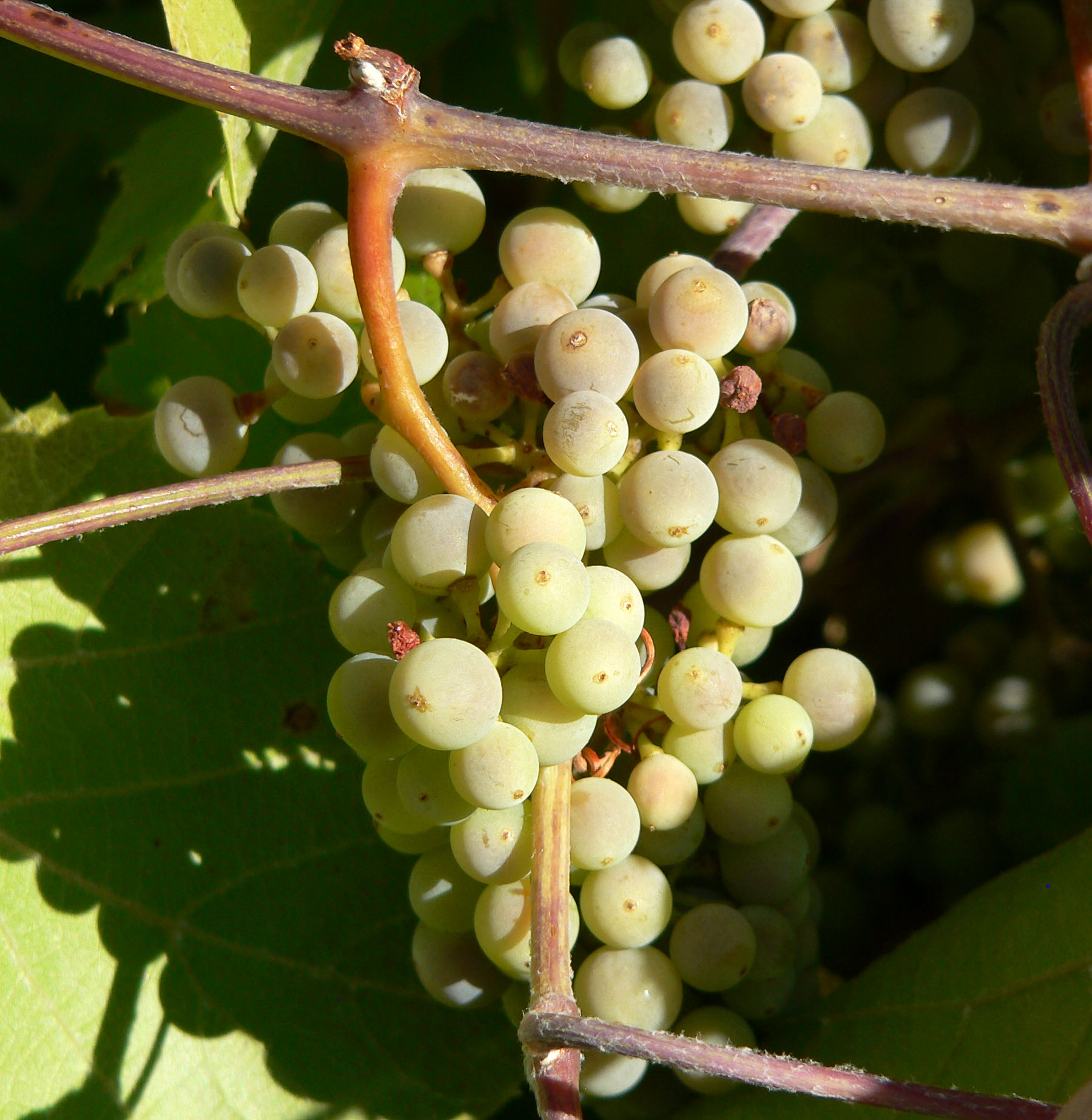
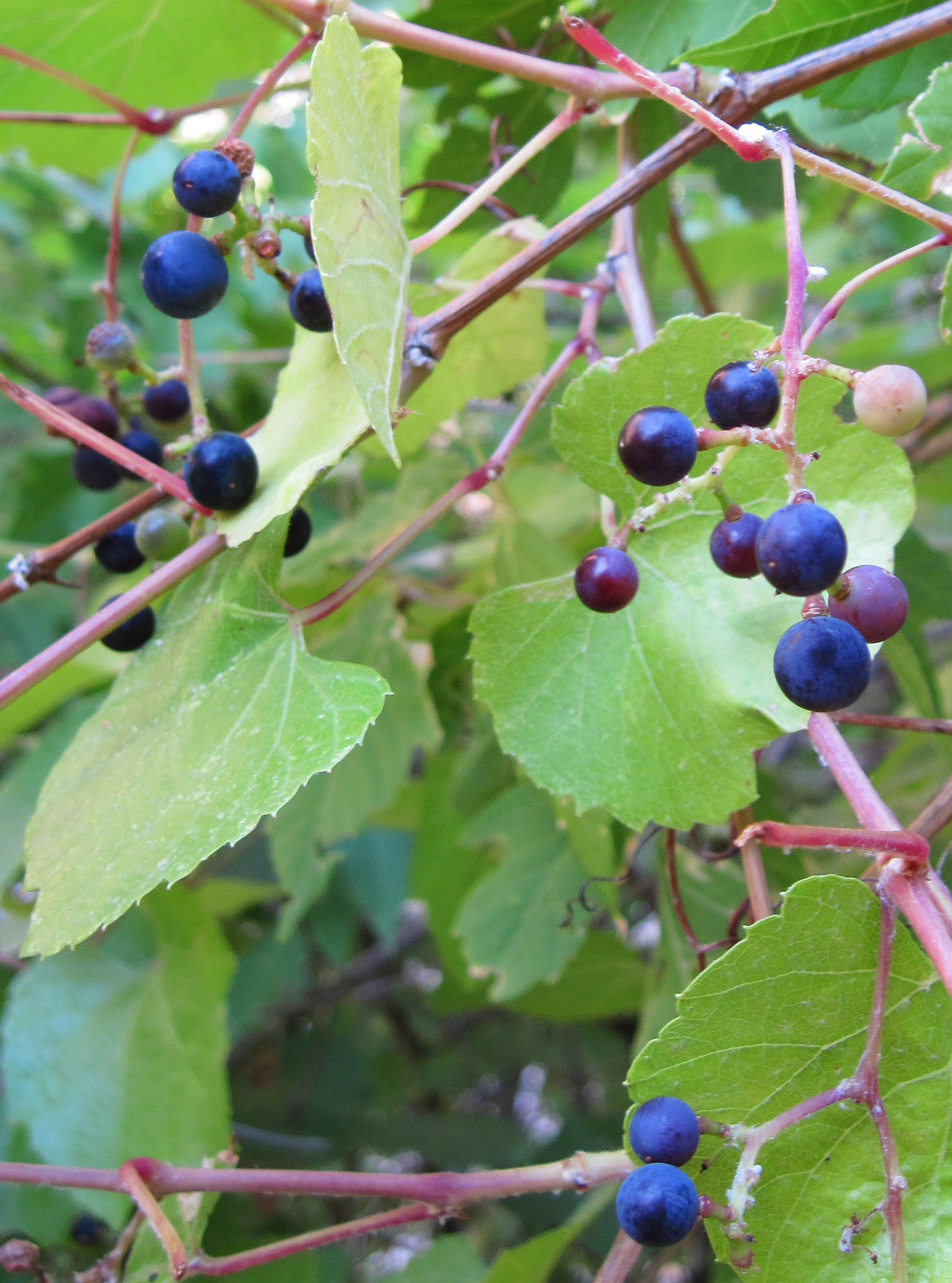